# 谢恩·朗
沙恩·柏德烈·朗治（英語：Shane Patrick Long；1987年1月22日—）是一名愛爾蘭職業足球員，司職前鋒，出身科克城。

## 生平

### 球會
早年
朗治在愛爾蘭蒂珀雷里郡的村莊葛蘭豪出生。他是一名具有天份的板棍球運動員，曾代表「蒂珀雷里郡蓋爾運動協會」（Tipperary GAA）在克羅克公園（Croke Park）出席兩次「全愛爾蘭青少年板棍球錦標賽」（All-Ireland Minor Hurling Championship）18歲以下級別的準決賽，被譽為一名快速及有前途的前鋒。朗治同時亦有踢足球，於1998年加入蒂珀雷里的球隊「圣凯文」（St. Kevin's），其後於2000年轉投「圣迈克尔斯」（Saint Michaels）。
科克城
2004年7月1日科克城時任領隊帕特·多兰（Pat Dolan）發現朗治並以獎學金將他收歸旗下，翌年他獲一隊召用，新任領隊达米安·理查森（Damien Richardson）於2005年3月25日選派他在聯賽後補上陣，朗治的另一場獲派上陣賽事是在5月2日於塞坦塔體育頻道盃作客對舒爾本後補登場。但前任領隊帕特·多兰通報他在雷丁任職青年隊教練的兄弟艾蒙·多兰（Eamon Dolan）後，雷丁正式向科克城提出要求收購朗治及球隊首席射手凯文·道尔，兩人於2005年6月7日攜手轉投雷丁，轉會費沒有透露，簽約兩年，朗治會先在青年隊磨練。
雷丁
但朗治在雷丁以破記錄的106分贏得英冠錦標的球季已取得一定的一隊上陣機會，於2005年12月28日於聯賽主場2-0擊敗莱斯特城在賽事末段後補入替戴夫·傑臣首次上陣；三天後作客打比郡他於完場前射入為球隊扳平比分2-2；2006年4月1日返回主場再戰打比郡，朗治後補上陣不足20分鐘即梅開二度大勝對手5-0，兼提前鎖定奪得聯賽冠軍；朗治於4月17日主場3-1擊敗史篤城首次正選登場。這個球季朗治在雷丁所有的足總盃賽事均正選上陣，並在主場對伯明翰城取得1個入球。總結加盟首季在各項賽事合共上陣15場及射入4球。
2006/07年球季是雷丁首個英超球季，朗治於2006年8月23日次仗作客1-2負於阿士東維拉的賽事末段入替師兄凯文·道尔首度亮相英超。但他仍然主要被派在盃賽上陣，分別在聯賽盃及足總盃在利物浦及般尼身上各取1球；他在2007年1月20日主場3-1擊敗錫菲聯為雷丁先拔頭籌兼取得首個入球；並在下場主場對韋根再下一城，協助球隊險勝3-2。朗治的首個英超球季在各項賽事合共上陣26場及射入4球，而雷丁以第8位的成績結束球季，與保頓僅差1分而失去參加歐洲賽的資格。2007年7月4日朗治與雷丁簽署改善條件的四年合約，留隊直至2010/11年球季結束。
翌季朗治取得更多上陣機會，更於2007年10月27日主場對紐卡素完場前射入致勝球以2-1絕殺對手，而被稱為「超級後補」（Supersub）。但自此他的入球幹涸，直到2008年3月8日主場2-0擊敗曼城才再取得入球。3月15日作客晏菲路球場1-2負於利物浦，朗治整場賽事遭到球證嚴苛的吹罰，於63分鐘被調離場後脫下球衣擲在地上，賽後領隊斯蒂夫·科贝尔接受訪問時指稱：『同樣事情不可再次發生。』而朗治亦在球會官網上發表道歉。雷丁在球季煞科日作客4-0大勝已篤定降班的打比郡，但仍以3個得失球差不及同日獲勝的富咸而在來季降班返回英冠。朗治整季在各項賽事合共上陣32場，僅取得3個入球。
2008/09年球季重返英冠的雷丁前線主力除戴夫·傑臣外仍然留隊，季初朗治只能繼續擔當板凳球員，但逐漸取得較多正選上陣場次。2009年3月20日主場2-2賽和查爾頓他包辦雷丁兩個入球；4月27日作客2-0擊敗诺里奇城他又梅開二度，維持雷丁繼續爭取直接升班席位；5月3日聯賽煞科戰雷丁主場對競爭對手伯明翰城，只要擊敗對手而錫菲聯又失分，球隊可獲得聯賽次席及自動升級資格，惟球隊主場成績不振，自1月底以來未嘗一勝，最終1-2落敗只能參加升班附加賽。朗治在兩場升班附加賽準決賽均以正選身份上陣，但兩回合累計0-3不敵般尼被淘汰出局。朗治整季在各項賽事合共上陣43場及射入9球。
2009/10年球季師兄凯文·道尔離隊轉投狼隊，朗治開始在隊中擔當重任。2009年11月28日作客1-2負於打比郡，後補上陣的朗治被球證直接出示紅牌驅逐離場，吃下生平首面紅牌；一不離二，2010年2月13日他在英格蘭足總盃第五圈主場對西布朗，於下半場開賽不久又再被球證直接出示紅牌驅逐離場。但朗治在雷丁於足總盃晉級半準決賽途中表現出色，上陣5場射入3球，首於2010年1月13日第三圈重賽作客對利物浦，於完場前補時朗治在禁區內惹到贝纳永一記無意侵犯博得一個十二碼，隊友射入將球賽帶入加時賽，第100分鐘朗治於離門6碼頂入奠定勝局，以2-1淘汰利物浦出局。3月7日半準決賽雷丁有主場之利對阿士東維拉，朗治上半場梅開二度協助球隊領先2-0，但下半場維拉大反擊，10分鐘內轟入3球，最終2-4落敗無緣晉級準決賽。而他在聯賽亦取得多個重要入球，2010年1月30日主場對班士利，隊友傳交給他近門射入取得賽事唯一入球；下場聯賽作客2-1擊敗唐卡士打他又先拔頭籌；入球停不了，接著一場主場2-1擊敗普利茅夫朗治更包辦球隊兩個入球，協雷丁取得聯賽三連勝兼個人3場射入4球。2010年5月2日聯賽閉幕戰在主場米底捷斯基球場4-1擊敗普雷斯頓是他為雷丁第150場上陣。總結整季朗治在各項賽事合共上陣36場及射入9球。
2010/11年球季朗治有突飛猛進的表現，但在11月前僅有兩個入球進帳。2010年11月4日將於季後約滿的朗治與雷丁續約1年。
西布朗
2011年8月9日，朗治由雷丁轉投西布朗，轉會費金額沒有公佈，合約為期三年。
侯城
2014年1月17日，英超球會侯城從西布朗簽入26歲的朗治，合約為期三年半，轉會費金額沒有正式公佈，但消息透露可高至700萬英鎊。
南安普顿
2014年8月14日，英超球會南安普顿從侯城簽入現伇愛爾蘭國家足球隊代表朗治，合約為期四年，轉會費金額沒有正式公佈，但消息透露約為1,200萬英鎊。
2019年4月23日，修咸頓對屈福特的聯賽，朗治開賽7秒69便入球，打破原本由熱刺前守衛京治保持的英超最快入球紀錄。

### 國家隊
朗治在2005/06年球季效力雷丁時的表現為他贏得4次代表愛爾蘭U19的上陣機會。
由於其雷丁隊友杜爾和新特蘭的艾利略分別受傷，朗治於2007年2月7日取得代表愛爾蘭成年隊的首秀，作客2-1擊敗聖馬利諾。
當朗治於2007年3月28日以後補身份第二次代表愛爾蘭上陣對斯洛伐克，使他成為首名在克罗体育场（Croke Park）打板棍球及足球國際賽的球員，他曾代表蒂珀雷里郡（Tipperary GAA）分別在2003年和2004年參加「全愛爾蘭少年板棍球錦標賽」（All-Ireland Minor Hurling Championship）的準決賽。2007年5月26日朗治於1-1賽和玻利維亞的友誼賽射入個人首個國際賽入球，接著在2007年8月22日以4-0大勝丹麥中梅開二度。2007年朗治獲愛爾蘭足球協會選為「年度最佳青年球員」。
2011年3月於都柏林主場英傑華體育場對馬其頓的2012年欧洲足球锦标赛预选赛，朗治在賽事的早段時間入替因傷退下火線的杜爾。其演出使他獲得在下場對烏拉圭的正選上陣機會，更以頭球破網為愛爾蘭取得首個入球，但最終仍以2-3落敗而回。

## 榮譽
雷丁
- 英格蘭足球冠軍聯賽冠軍：2005/06年；

## 外部連結
- 西布朗官網球員簡歷
- 雷丁官網簡歷
- 愛爾蘭足總球員簡歷
- 歐洲足協官網簡歷（页面存档备份，存于）
- 足球数据库：沙恩·朗治的球员统计数据